# Bernard Baas
Bernard Baas − francuski filozof.
Pracuje jako nauczyciel filozofii w Liceum khâgne Fustel de Coulanges, oraz w klasach przygotowawczych gospodarczych i handlowych w Liceum Kléber (Strasburg).

## Publikacje
- Descartes et les fondements de la psychanalyse, avec Armand Zaloszyc, wyd. Navarin - Osiris, Paris, 1988.
- Le désir pur (parcours philosophique dans les parages de Jacques Lacan), wyd. Peeters, Louvain 1992.
- Le corps du délit, [w:] Politique et modernité, red. G. Leyenberger, J.-J. Forté, wyd. Osiris, Paris 1992.
- L'Adoration des Bergers (ou de la dignité d'un clair-obscur), wyd. Peeters, Louvain-Paris 1994.
- De la Chose à l'objet (Jacques Lacan et la traversée de la phénoménologie), wyd. Peeters & Vrin, Louvain - Paris 1998.
- «Le rire inextinguible des dieux», wyd. Peeters & Vrin, Louvain–Paris 2003.
- La voix déliée, kolekcja "Le Bel Aujourd'hui", wyd. Éditions Hermann, Paris 2010.